# Anomoia tranquilla
Anomoia tranquilla är en tvåvingeart som beskrevs av Ito 1984. Anomoia tranquilla ingår i släktet Anomoia och familjen borrflugor. Inga underarter finns listade i Catalogue of Life.